# Fiat 2472 Viberti
Le trolleybus FIAT 2472 Viberti est un modèle de trolleybus articulé fabriqué par le constructeur italien Fiat Bus et le carrossier Viberti en Italie entre 1958 et 1965.

## Caractéristiques
Ce trolleysbus articulé mesurait 18,0 mètres de long et, comme l'obligeait le code de la route italien de l'époque, comportait la conduite à droite. La carrosserie disposait de quatre portes. La base était une fabrication Fiat et la carrosserie spéciale Viberti. L'appareillage électrique était fourni par la société italienne CGE-Compagnia Generale di Elettricità.

## Diffusion
Ce trolleybus n'a pas été largement diffusé car c'était une commande spécifique sur cahier des charges de l'ATM, société des transports publics de Milan qui en avait commandé 95 exemplaires.
L'ATM les utilisa sur les lignes circulaires de sa banlieue no 90 et 91, très fréquentées qui ceinturent la capitale lombarde. Leurs gares terminus sont Viale Isonzo et Piazzale Lotto.
- série 541-580 : 40 véhicules, construits en 1958-1959
- série 581-635 : 55 véhicules, construits en 1964-1965.

La livrée originale était de couleur vert bi-ton, repeintes ensuite en orange ministériel avec modification des feux de signalisation notamment. Seul le véhicule no 583 a été radicalement modifié, recarrossé par Mauri, cet exemplaire unique est exposé au Musée des Transports de l'ATM.

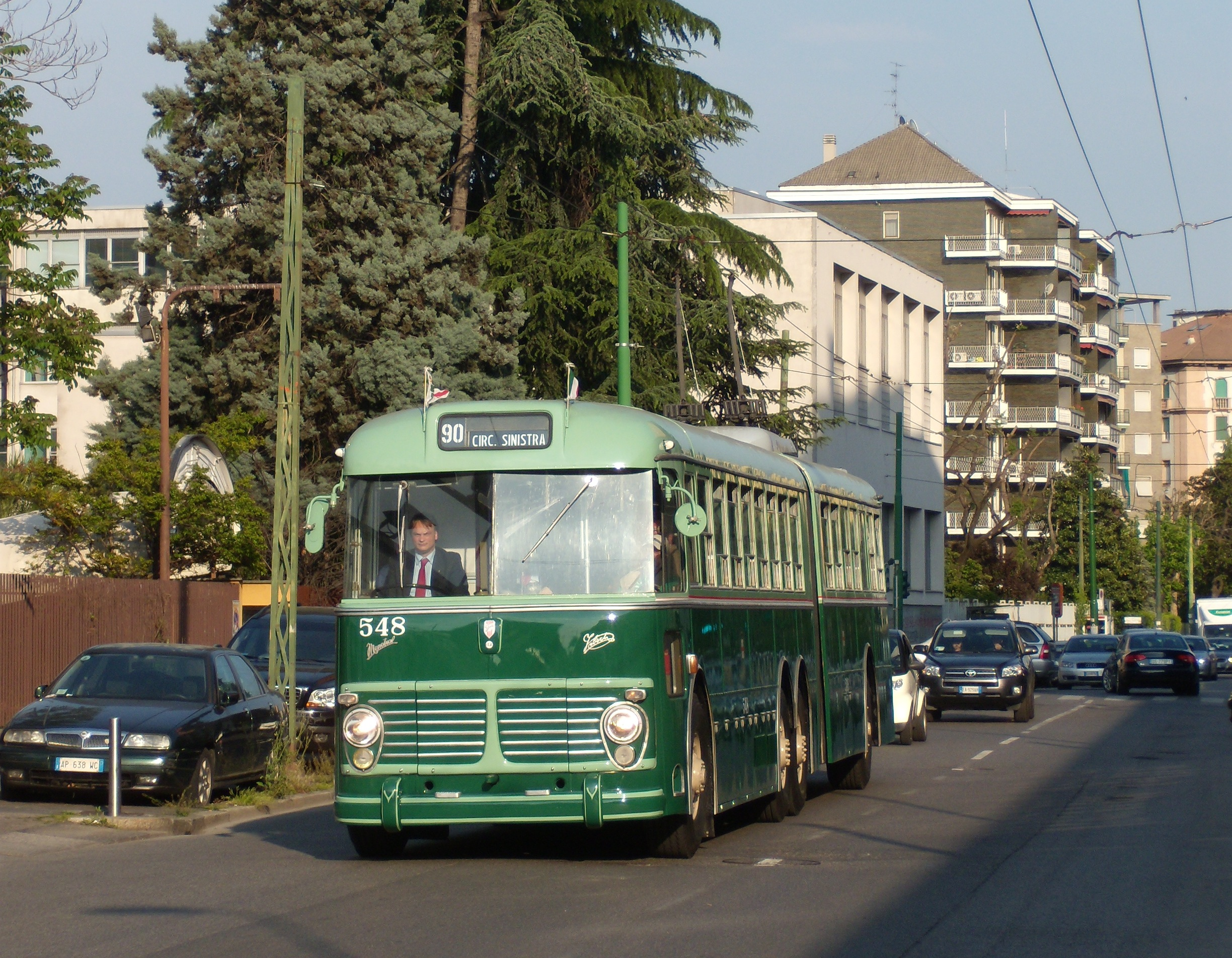
Un trolleybus Fiat Viberti 2472 restauré